# Piartal
Piartal ist eine Ortschaft und eine Parroquia rural („ländliches Kirchspiel“) im Kanton Montúfar der ecuadorianischen Provinz Carchi. Die Parroquia besitzt eine Fläche von 18,26 km². Die Einwohnerzahl lag im Jahr 2010 bei 1140. Die Bevölkerung bestand zu knapp 94 Prozent aus Mestizen.

## Lage
Die Parroquia Piartal liegt in den Anden im Norden von Ecuador. Das Areal wird über den Río Apaquí zum Río Chota entwässert. Der etwa 2870 m hoch gelegene Hauptort befindet sich 7,5 km ostsüdöstlich vom Kantonshauptort San Gabriel.
Die Parroquia Piartal grenzt im Norden und im Osten an die Parroquia Mariscal Sucre (Kanton San Pedro de Huaca), im äußersten Südosten an die Provinz Sucumbíos mit der Parroquia El Playón de San Francisco (Kanton Sucumbíos), im Süden und im Südwesten an das Municipio von San Gabriel sowie im Nordwesten an die Parroquia Cristóbal Colón.

## Orte und Siedlungen
Neben dem Hauptort gibt es die Comunidades San Pedro, El Rosal und Las Lajas.

## Geschichte
Die Gründung der Parroquia Piartal wurde am 30. April 1997 im Registro Oficial N° 22 bekannt gemacht und damit wirksam.